# Prinsesse Maries Allé
 For alternative betydninger, se Prinsesse Maries Allé (flertydig).
Prinsesse Maries Allé er en gade på Frederiksberg i København, der går fra Gammel Kongevej i syd til Vodroffsvej i nord.

## Historie
Fra en gang i 1700-tallet lå der en landejendom på stedet. I 1853 etablerede Peter Andersen et jernstøberi her. Desuden anlagde Isaac Wulff Heyman Bryggeriet Svanholm bagved samme år. Peter Andersens jernstøberi blev senere udvidet med en maskinfabrik. I 1870 etablerede han desuden Frederiksbergs første vandværk på sin ejendom. Bryggeriet Svanholm blev fusioneret med flere andre bryggerier til De forenede Bryggerier i 1891.
Prinsesse Maries Allé blev anlagt på den vestlige del af ejendommen i 1905. Den blev opkaldt efter Prinsesse Marie (1865-1909), der selv havde godkendt navnet. Den vestlige del af den nye gade blev bebygget med etageejendomme. Bryggeriets bygninger blev revet ned for at give plads til etageejendomme i den nordlige ende af gaden, men industribygningerne på det østlige hjørne af Gammel Kongevej overlevede. De blev overtaget af VVS-firmaet Bang og Pingel i 1918 og benyttet indtil september 1958. Derefter blev de revet ned, da forsikringsselskabet Codan opførte sit nye hovedkvarter Codanhus.